# Indus Age
 (avril 2025).
Indus Age est le plus important journal indien d'Australie. Le journal a conclu un accord de partage des informations avec l'important hebdomadaire indien Tehelka et circule à Brisbane, Melbourne, Sydney et Adélaïde. Indus Age propose également un numéro mensuel consacré à la littérature, au cinéma, ainsi qu'aux informations touchant spécifiquement la communauté indienne d'Australie.